# Pelecanoides georgicus

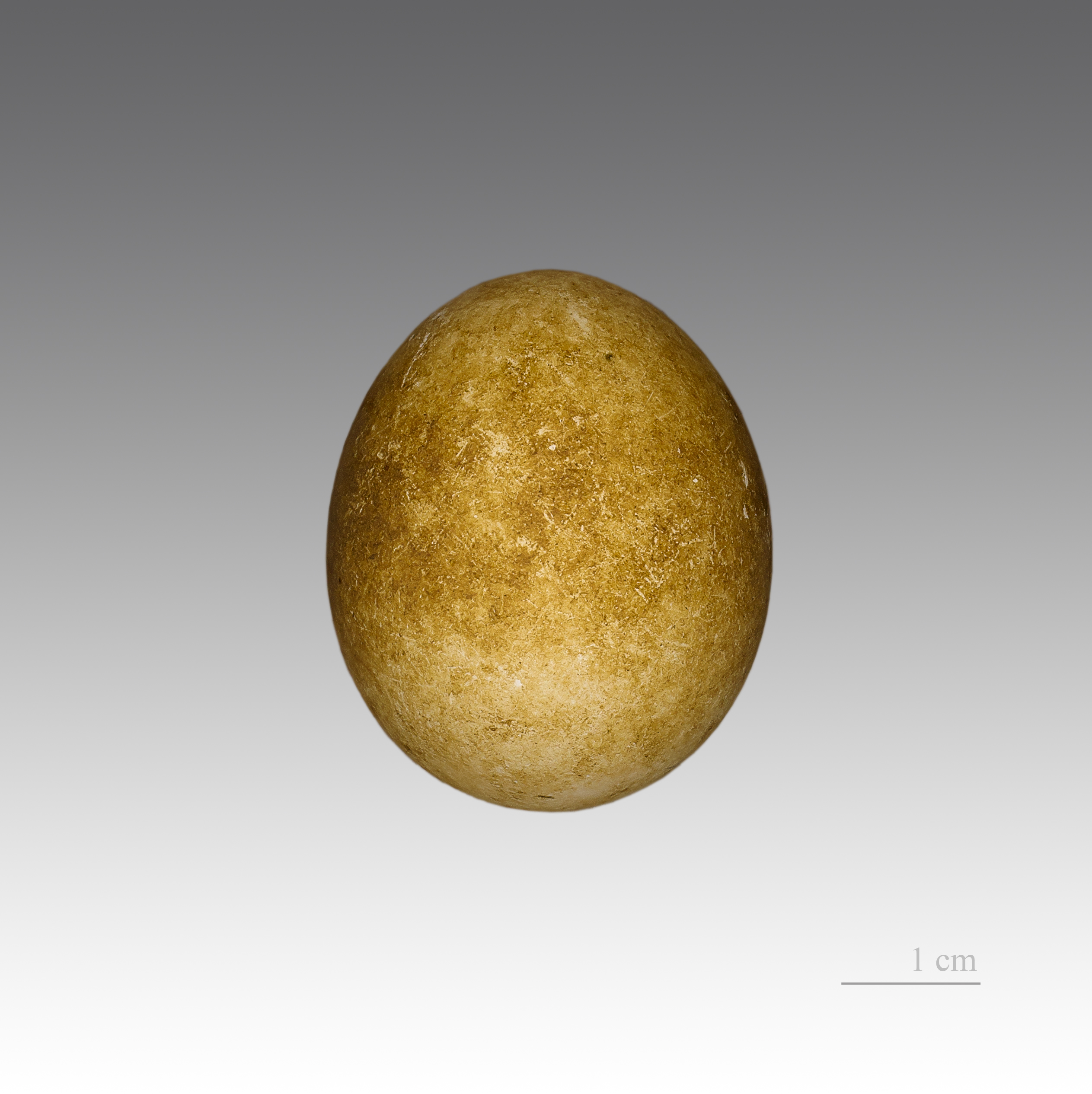
Trứng của Pelecanoides georgicus

Pelecanoides georgicus (tên gọi thông thường: South Georgia diving petrel) là một loài chim trong họ Pelecanoididae.